# F・W・ベイン
フランシス・ウィリアム・ベイン（Francis William Bain、1863年4月29日 - 1940年2月24日）はイギリスの歴史家、経済学者、著述家。

## 人物・経歴
1863年4月29日、アーキビストおよび古物商であるジョゼフ・ベインとシャーロット・パイパーの間に三男として、グラスゴーの南東に位置するサウス・ラナークシャーに誕生。

1877年、ウェストミンスター・スクールに入学して1882年にはオックスフォード大学のカレッジであるクライスト・チャーチに進学してギリシャ語、ラテン語を学ぶ。1889年、文学修士号を得た一方で同大学のオール・ソウルズ・カレッジで研鑽を積む。また、同年から1919年までインド西部のマハーラーシュトラ州プネーにあるデカン大学で歴史学と経済学を教え、サンスクリット語とマラーティー語を学習。インドでの在職中、1898年にサンスクリットの古詩翻訳として発表したA Digit of the Moonを皮切りに、全13冊から成る『F・W・ベインの印度物語集(The Indian Stories of F. W. Bain)』を上梓。

## 主な著書

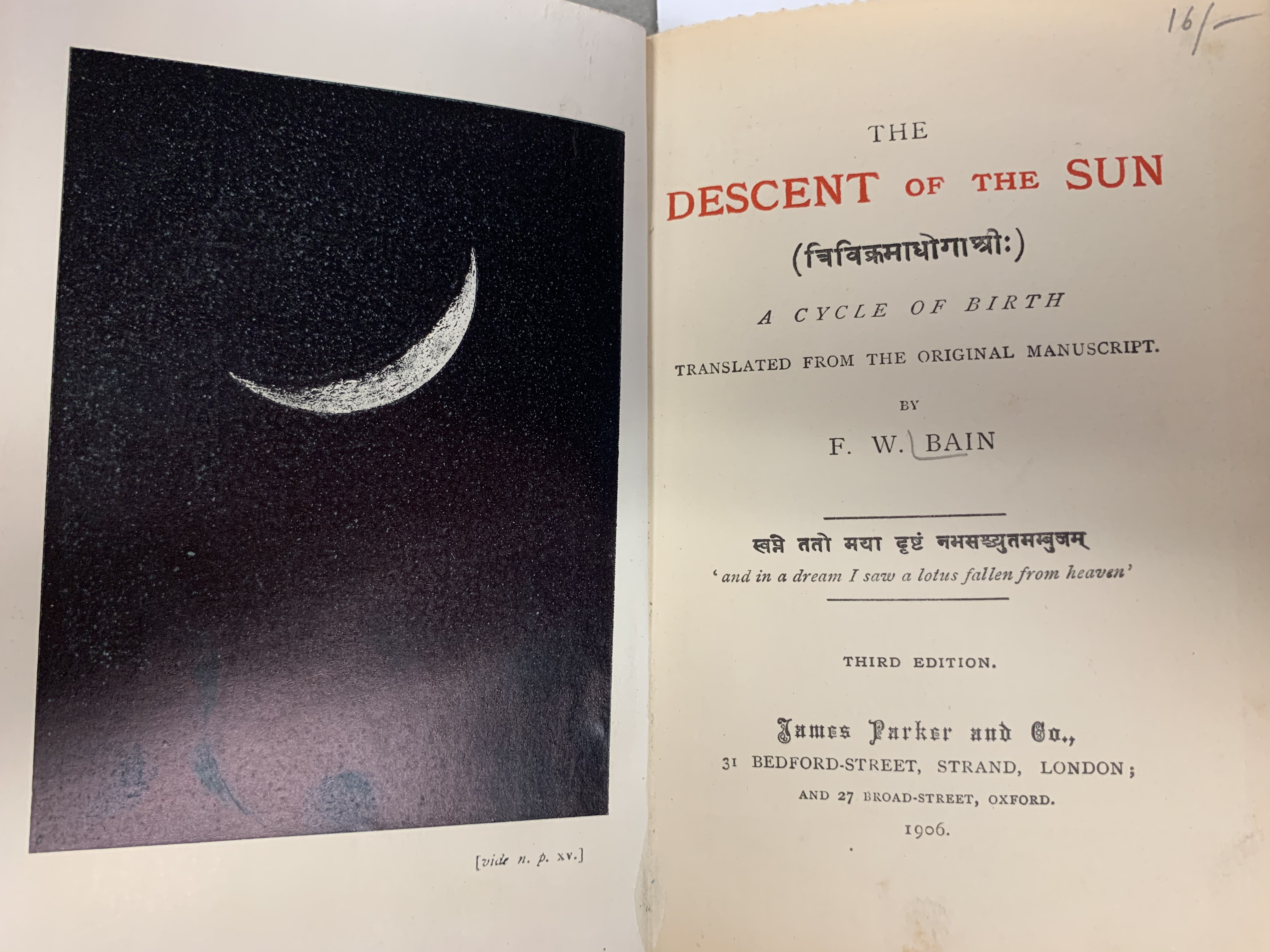
The Descent of the Sun (1903)

- A Digit of the Moon 1898年
- The Descent of the Sun 1903年
- A Heifer of the Dawn 1904年
- In the Great God's Hair 1904年
- A Draught of the Blue 1905年
- An Essence of the Dusk 1906年
- An Incarnation of the Snow 1908年
- A Mine of Faults 1909年
- The Ashes of a God 1911年
- Bubbles of the Foam 1912年
- A Syrup of the Bees 1914年
- The Livery of Eve 1917年
- The Substance of a Dream 1919年

日本語訳(下記にて詳述)に加えて、少なくともオランダ語、ドイツ語、ハンガリー語、スウェーデン語、フランス語、イタリア語、中国語、インドネシア語に翻訳されている。

## 訳書
- 「闇の精」An Essence of the Dusk の訳。
  - 片山廣子訳。竹柏会出版部「心の花」5月～8月号所収、1914年(大正3年)。
- 「スリヤカンタ王の戀」A Digit of the Moonの抄訳。
  - 片山廣子訳。玄文社「新家庭」12月号所収、1920年(大正9年)。
- 「青いろの疾風」A Draught of the Blueの抄訳。
  - 片山廣子訳。玄文社「新家庭」10月、11月号所収、1921年(大正10年)。
- 『暁の花』A Heifer of the Dawnの訳。
  - ギータ・ムールティ訳。フェーニックス出版、1947年(昭和22年)。
- 『闇の精：フランシス・ウィリアムズ・ベイン作品集』
  - 片山廣子訳の「闇の精」、「青いろの疾風」、「スリヤカンタ王の戀」収録。我刊我書房、2013年(平成25年)。
- 『片山廣子幻想翻訳集 : ケルティック・ファンタジー』
  - 片山廣子訳の「闇の精」、「青いろの疾風」、「スリヤカンタ王の戀」収録。未谷おと編、幻戯書房、2020年(令和2年)。
- 『月輪の指　スーリヤカーンタ王の恋』A Digit of the Moonの訳。
  - 弾青娥訳。西方猫耳教会、2021年(令和3年)。